# Arcanum: Przypowieść o maszynach i magyi
Arcanum: Przypowieść o maszynach i magyi (ang. Arcanum: Of Steamworks and Magick Obscura) – komputerowa gra fabularna stworzona przez Troika Games, a wydana przez Sierra Entertainment 22 sierpnia 2001. Cechą charakterystyczną Arcanum jest steampunkowy świat gry będący mieszaniną fantasy i świata doby rewolucji przemysłowej. W Polsce gra dystrybuowana była przez Play-It.

## Fabuła i rozgrywka
W grze występują dwie przeciwstawne siły – magia i technologia. Mag nie może korzystać z technologicznych urządzeń i odwrotnie – technolog nie rzuci żadnego czaru, ani nie wykorzysta mocy zaklętej w przedmiotach. Doprowadziło to do wielu podziałów w Arcanum. Czarodzieje nie są wpuszczani do sklepów technologicznych i pociągów, ponieważ ich aura powoduje że technologiczne urządzenia nie działają poprawnie. W mieście Dernholm, gdzie magowie mieli duże wpływy, król nie pozwolił na budowę kolei, ponieważ zakłócałoby to magiczną aurę czarodziejów. Gracz ma wiele możliwości, jeśli chodzi o wybranie kierunku: może między innymi rozwijać siłę woli i trenować różne szkoły magii stając się coraz potężniejszym czarodziejem, rozwijać inteligencję i uczyć się umiejętności technologicznych, rozwijać tylko umiejętności bojowe lub uczyć się jednocześnie magii i umiejętności technologicznych. 
W grze obecne są między innymi trzy rasy niskie (krasnoludy, niziołki i gnomy), pięć ras średnich (ludzie, elfy, półelfy, orki i półorki) oraz dwie rasy olbrzymie (półogry i ogry).